# Себастьян Рейман
Себастьян Рейман (нар. 13 січня 1978) — фінський співак, актор і телеведучий. Він є вокалістом і гітаристом гурту The Giant Leap. Поки Giant Leap взяв перерву, Рейман заснував нову групу під назвою Sebastian & The 4th Line Band. Рейман представляв Фінляндію на конкурсі Євробачення 2019 року в дуеті з Дарудом, де вони не змогли отримати кваліфікуватися до фіналу та посіли 39 місце.

## Особисте життя
Рейман народився в двомовній родині, яка говорила як фінською, так і шведською. У нього є син (народився у 2016 році) і дочка (2019 року народження) з акторкою Ініною Куустонен.

## Пісенний конкурс Євробачення

### Uuden Musiikin Kilpailu 2019
29 січня 2019 року національний мовник Фінляндії Yle під час пресконференції оголосив, що вони внутрішньо обрали ді-джея Darude та співака Себастьяна Реймана представляти країну на Євробаченні 2019 в Тель-Авіві. Під час пресконференції також було оголошено, що пісня для участібуде відібрана через Uuden Musiikin Kilpailu 2019, де змагатимуться три композиції.
Фінал національного відбору відбувся 2 березня 2019 року в Logomo в місті Турку. Всі три конкурсні пісні були виконані Дарудом і Себастьяном, а «Look Away» була обрана як пісня-переможець комбінацією голосів 50/50 публіки й вісьмома міжнародними групами журі з Великої Британії, Норвегії, Іспанії, Чехії, Швеції, Ірландії, Данії та Ізраїлю. «Look Away» перемогла як у голосуванні журі, так і телеглядачів, із загальними 244 балами.

### На Євробаченні

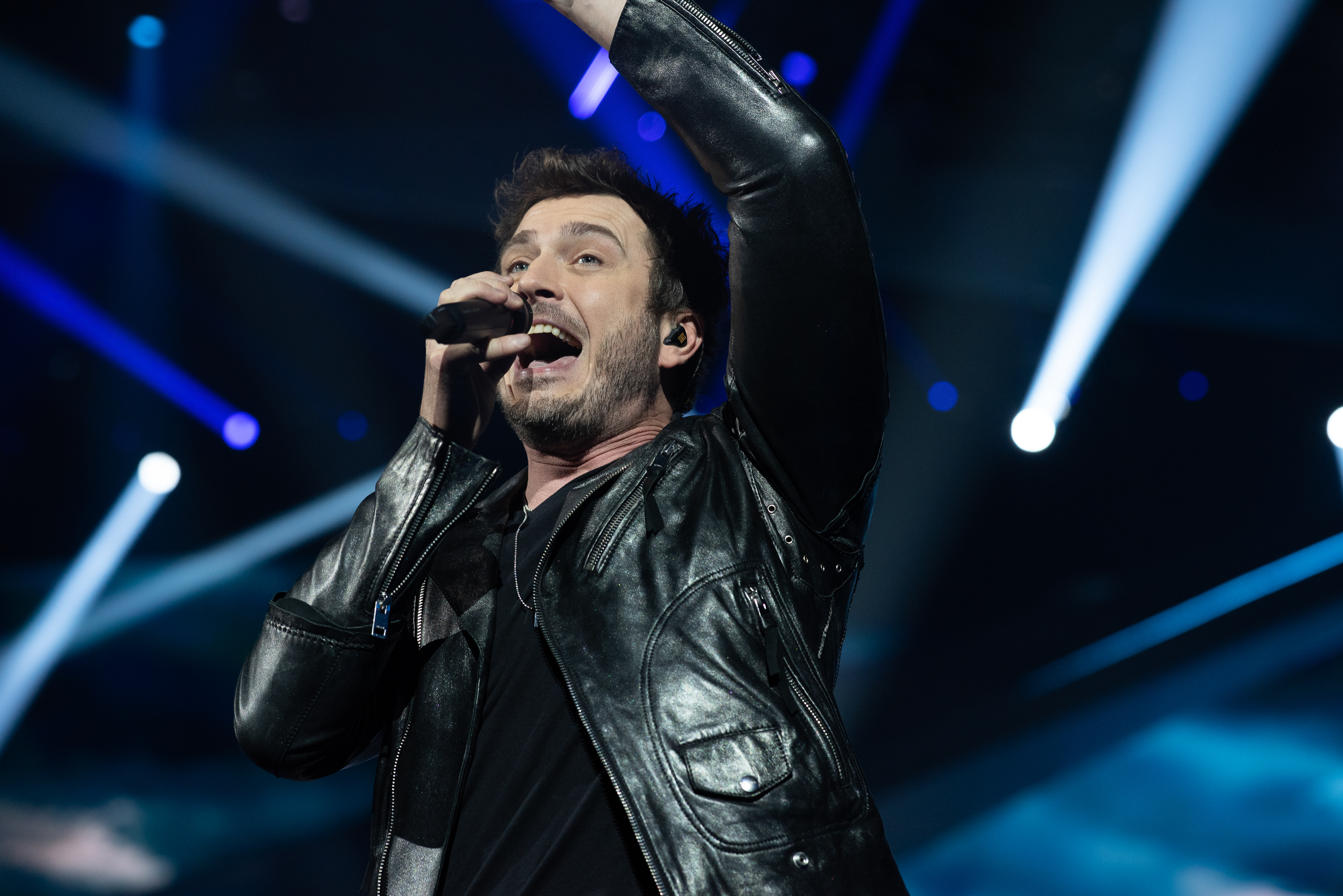
Рейман на сцені Євробачення 2019

На конкурсі Себастьян Рейман та Даруд виступили під третім номером у першому півфіналі. Співакам вдалося отримати лише 23 бали (14 від глядачів та 9 від журі), через що Фінляндія опинилася на останньому місці у півфіналі та не змогла пройти у фінал Євробачення.

## Дискографія
| Назва                     | Рік  | Лейбл                | Альбом        |
| ------------------------- | ---- | -------------------- | ------------- |
| Moments (feat. Darude)    | 2016 | Warner Music Finland | Поза альбомом |
| Release Me (feat. Darude) | 2019 | Armada               | Поза альбомом |
| Look Away (feat. Darude)  | 2019 | Armada               | Поза альбомом |
| Superman (feat. Darude)   | 2019 | Armada               | Поза альбомом |